# Língua maipure
O maipure é uma língua extinta da família linguística arawak.